# Cylloceria tipulivora
Cylloceria tipulivora là một loài tò vò trong họ Ichneumonidae.